# Magnetron
O magnétron (português brasileiro) ou magnetrão (português europeu) é uma válvula eletrônica que funciona como um oscilador na faixa de micro-ondas do espectro eletromagnético. Está presente, por exemplo, nos fornos de micro-ondas.

## Funcionamento
Como toda válvula termiônica, para iniciar o funcionamento do componente é preciso aquecer seu cátodo, o que é feito, no caso do magnétron, aplicando-se uma tensão elétrica de aproximadamente 3 Volts em seu filamento. O cátodo aquecido libera os elétrons que são atraídos pela placa através de uma alta tensão (0 V na placa e - 4.000 V no cátodo). 
Ao redor do magnétron estão dispostos dois ímãs com o objetivo de fazer com que os elétrons girem em alta velocidade em volta das pequenas cavidades da placa. Estas cavidades por sua vez, funcionam como bobinas e capacitores em paralelo, o que forma um circuito ressonante sintonizado em 2 450 MHz. 
Assim, com o movimento dos elétrons as ondas são induzidas nestas cavidades, ressonam e se somam até sair pela antena com grande intensidade (cerca de 900 watts).

## Aspectos físicos
A imagem abaixo mostra a estrutura física externa de um magnetron e sua estrutura interna e a "nuvem" rotativa de elétrons.

## Advertência importante
O magnétron nunca deve ser ligado sem estar parafusado em local correto no forno de micro-ondas, que é blindado, pois as ondas emitidas por ele são perigosas ao corpo humano. Basta lembrar que nosso corpo é formado basicamente de água (75%) e as ondas eletromagnéticas geradas por ele aquecem a mesma(causando danos severos). Lembre-se também que pode haver energia elétrica residual nos capacitores, mesmo quando o aparelho está desconectado da tomada.[carece de fontes?]